# Lijst van liedjes in Glee (seizoen 1)
Hieronder volgt een lijst van liedjes in het eerste seizoen van Glee, een Amerikaanse, komische en muzikale televisieserie uit 2009 van Fox.

## Artiesten
De meeste optredens worden gedaan door New Directions. New Directions bestaat uit Artie Abrams (Kevin McHale), Rachel Berry (Lea Michele), Mike Chang (Harry Shum, Jr.), Tina Cohen-Chang (Jenna Ushkowitz), Quinn Fabray (Dianna Agron), Finn Hudson (Cory Monteith), Kurt Hummel (Chris Colfer), Mercedes Jones (Amber Riley), Santana Lopez (Naya Rivera), Brittany Pierce (Heather Morris), Noah "Puck" Puckerman, (Mark Salling) en Matt Rutherford (Dijon Talton). Clubleider Will Schuester (Matthew Morrison) zingt soms ook mee. In de aflevering Acafellas vormt Will een a-capella-band met Ken Tanaka (Patrick Gallagher), Sandy Ryerson (Stephen Tobolowsky), Henri St. Pierre (John Lloyd Young), Howard Bamboo (Kent Avenido), Finn en Puck. Dit seizoen bevat ook enkele optredens van de concurrerende glee clubs Vocal Adrenaline, onder leiding van Jesse St. James (Jonathan Groff), Jane Addams Girls Choir, Haverbrook Deaf Choir en Aural Intensity.
Er worden ook gastoptredens gegeven door Ben Bledsoe, Jerry Phillips, Aaron Hendry, Kristin Chenoweth, Neil Patrick Harris, Zack Weinstein, Olivia Newton-John, Wendy Worthington en Idina Menzel.

## Liedjes
| Titel                                           | Gecoverde versie                                       | Uitgevoerd door                                                                                     | Aflevering               | Single | Album                   | Ref.   |
| ----------------------------------------------- | ------------------------------------------------------ | --------------------------------------------------------------------------------------------------- | ------------------------ | ------ | ----------------------- | ------ |
| Where Is Love?                                  | Oliver!                                                | Hank Saunder en Sandy Ryerson                                                                       | 1. Pilot                 | Nee    | Geen                    | [ 1 ]  |
| Respect                                         | Aretha Franklin                                        | Mercedes Jones                                                                                      | 1. Pilot                 | Nee    | Geen                    | [ 2 ]  |
| Mr. Cellophane                                  | Chicago                                                | Kurt Hummel                                                                                         | 1. Pilot                 | Nee    | Geen                    | [ 2 ]  |
| I Kissed a Girl                                 | Katy Perry                                             | Tina Cohen-Chang                                                                                    | 1. Pilot                 | Nee    | Geen                    | [ 2 ]  |
| On My Own                                       | Les Misérables                                         | Rachel Berry                                                                                        | 1. Pilot                 | Ja     | The Complete Season One | [ 2 ]  |
| Sit Down, You're Rockin' the Boat               | Guys and Dolls                                         | New Directions                                                                                      | 1. Pilot                 | Nee    | Geen                    | [ 2 ]  |
| Can't Fight This Feeling                        | REO Speedwagon                                         | Finn Hudson                                                                                         | 1. Pilot                 | Ja     | Volume 1                | [ 2 ]  |
| Lovin', Touchin', Squeezin'                     | Journey                                                | Finn Hudson en Darren                                                                               | 1. Pilot                 | Nee    | Geen                    | [ 3 ]  |
| You're the One That I Want                      | Grease                                                 | New Directions                                                                                      | 1. Pilot                 | Nee    | Geen                    | [ 4 ]  |
| Rehab                                           | Amy Winehouse                                          | Vocal Adrenaline                                                                                    | 1. Pilot                 | Ja     | The Complete Season One | [ 2 ]  |
| Leaving on a Jet Plane                          | Peter, Paul and Mary                                   | Will Schuester                                                                                      | 1. Pilot                 | Nee    | Volume 1                | [ 5 ]  |
| That's the Way                                  | KC and the Sunshine Band                               | McKinley High Glee Club – 1993                                                                      | 1. Pilot                 | Nee    | Geen                    |        |
| Shake Your Booty                                | KC and the Sunshine Band                               | McKinley High Glee Club – 1993                                                                      | 1. Pilot                 | Nee    | Geen                    |        |
| Don't Stop Believin'                            | Journey                                                | New Directions                                                                                      | 1. Pilot                 | Ja     | Volume 1                | [ 2 ]  |
| Le Freak                                        | Chic                                                   | New Directions                                                                                      | 2. Showmance             | Nee    | Geen                    | [ 6 ]  |
| Gold Digger                                     | Kanye West feat. Jamie Foxx                            | Will Schuester en New Directions                                                                    | 2. Showmance             | Ja     | Volume 1                | [ 6 ]  |
| All by Myself                                   | Eric Carmen                                            | Emma Pillsbury                                                                                      | 2. Showmance             | Nee    | Geen                    | [ 7 ]  |
| Push It                                         | Salt-n-Pepa                                            | New Directions                                                                                      | 2. Showmance             | Ja     | The Complete Season One | [ 6 ]  |
| I Say a Little Prayer                           | Dionne Warwick                                         | Quinn Fabray, Santana Lopez en Brittany Pierce                                                      | 2. Showmance             | Nee    | Volume 1                | [ 8 ]  |
| Take a Bow                                      | Rihanna                                                | Rachel Berry , Mercedes Jones en Tina Cohen-Chang                                                   | 2. Showmance             | Ja     | Volume 1                | [ 8 ]  |
| For He's a Jolly Good Fellow                    | ANeen                                                  | Acafellas                                                                                           | 3. Acafellas             | Nee    | Geen                    | [ 9 ]  |
| This Is How We Do It                            | Montell Jordan                                         | Acafellas                                                                                           | 3. Acafellas             | Nee    | Geen                    | [ 10 ] |
| Poison                                          | Bell Biv DeVoe                                         | Acafellas                                                                                           | 3. Acafellas             | Nee    | Geen                    | [ 10 ] |
| Mercy                                           | Duffy                                                  | Vocal Adrenaline                                                                                    | 3. Acafellas             | Ja     | The Complete Season One | [ 10 ] |
| Bust Your Windows                               | Jazmine Sullivan                                       | Mercedes Jones                                                                                      | 3. Acafellas             | Ja     | Volume 1                | [ 10 ] |
| I Wanna Sex You Up                              | Color Me Badd                                          | Acafellas                                                                                           | 3. Acafellas             | Nee    | Volume 1                | [ 10 ] |
| Single Ladies (Put a Ring on It)                | Beyoncé                                                | Kurt Hummel, Tina Cohen-Chang, Brittany Pierce, McKinley High football team                         | 4. Preggers              | Nee    | Geen                    | [ 11 ] |
| Taking Chances                                  | Céline Dion                                            | Rachel Berry                                                                                        | 4. Preggers              | Ja     | Volume 1                | [ 12 ] |
| Tonight                                         | West Side Story                                        | Tina Cohen-Chang                                                                                    | 4. Preggers              | Nee    | Geen                    | [ 12 ] |
| Don't Stop Believin'                            | Journey                                                | New Directions                                                                                      | 5. The Rhodes Not Taken  | Nee    | Geen                    | [ 13 ] |
| Maybe This Time                                 | Cabaret                                                | April Rhodes en Rachel Berry                                                                        | 5. The Rhodes Not Taken  | Ja     | Volume 1                | [ 14 ] |
| Cabaret                                         | Cabaret                                                | Rachel Berry                                                                                        | 5. The Rhodes Not Taken  | Nee    | Geen                    | [ 15 ] |
| Alone                                           | Heart                                                  | April Rhodes en Will Schuester                                                                      | 5. The Rhodes Not Taken  | Ja     | Volume 1                | [ 14 ] |
| Last Name                                       | Carrie Underwood                                       | April Rhodes en New Directions                                                                      | 5. The Rhodes Not Taken  | Ja     | The Complete Season One | [ 14 ] |
| Somebody to Love                                | Queen                                                  | New Directions                                                                                      | 5. The Rhodes Not Taken  | Ja     | Volume 1                | [ 14 ] |
| It's My Life / Confessions                      | Bon Jovi / Usher                                       | New Directions jongens                                                                              | 6. Vitamin D             | Ja     | The Complete Season One | [ 16 ] |
| Halo / Walking on Sunshine                      | Beyoncé / Katrina and the Waves                        | New Directions meisjes                                                                              | 6. Vitamin D             | Ja     | The Complete Season One | [ 16 ] |
| Hate on Me                                      | Jill Scott                                             | Mercedes Jones, Tina Cohen-Chang en New Directions: Sue's Kids                                      | 7. Throwdown             | Ja     | Volume 1                | [ 17 ] |
| Ride wit Me                                     | Nelly feat. City Spud                                  | New Directions                                                                                      | 7. Throwdown             | Nee    | Geen                    | [ 18 ] |
| No Air                                          | Jordin Sparks en Chris Brown                           | New Directions: Will's Groep                                                                        | 7. Throwdown             | Ja     | Volume 1                | [ 17 ] |
| You Keep Me Hangin' On                          | The Supremes                                           | Quinn Fabray                                                                                        | 7. Throwdown             | Ja     | Volume 1                | [ 17 ] |
| Keep Holding On                                 | Avril Lavigne                                          | New Directions                                                                                      | 7. Throwdown             | Ja     | Volume 1                | [ 17 ] |
| Bust a Move                                     | Young MC                                               | Will Schuester en New Directions                                                                    | 8. "Mash-Up"             | Ja     | Volume 1                | [ 19 ] |
| Thong Song                                      | Sisqó                                                  | Will Schuester                                                                                      | 8. "Mash-Up"             | Ja     | The Complete Season One | [ 19 ] |
| What a Girl Wants                               | Christina Aguilera                                     | Rachel Berry                                                                                        | 8. "Mash-Up"             | Nee    | Geen                    | [ 20 ] |
| Sweet Caroline                                  | Neil Diamond                                           | Puck en New Directions                                                                              | 8. "Mash-Up"             | Ja     | Volume 1                | [ 19 ] |
| Sing, Sing, Sing (With a Swing)                 | Louis Prima                                            | Sue Sylvester en Will Schuester                                                                     | 8. "Mash-Up"             | Nee    | Geen                    | [ 21 ] |
| I Could Have Danced All Night                   | My Fair Lady                                           | Emma Pillsbury                                                                                      | 8. "Mash-Up"             | Nee    | Volume 1                | [ 19 ] |
| Dancing with Myself                             | Billy Idol                                             | Artie Abrams                                                                                        | 9. Wheels                | Ja     | Volume 1                | [ 22 ] |
| Defying Gravity                                 | Wicked                                                 | Kurt Hummel en Rachel Berry                                                                         | 9. Wheels                | Ja     | Volume 1                | [ 22 ] |
| Proud Mary                                      | Ike & Tina Turner                                      | New Directions                                                                                      | 9. Wheels                | Ja     | Volume 2                | [ 22 ] |
| Endless Love                                    | Lionel Richie en Diana Ross                            | Rachel Berry en Will Schuester                                                                      | 10. Ballad               | Ja     | Volume 2                | [ 23 ] |
| I'll Stand by You                               | The Pretenders                                         | Finn Hudson                                                                                         | 10. Ballad               | Ja     | Volume 2                | [ 23 ] |
| Don't Stand So Close to Me / Young Girl         | The Police / Gary Puckett & the Union Gap              | Will Schuester                                                                                      | 10. Ballad               | Ja     | Volume 2                | [ 24 ] |
| Crush                                           | Jennifer Paige                                         | Rachel Berry                                                                                        | 10. Ballad               | Ja     | Volume 2                | [ 23 ] |
| ((You're) Having my baby                        | Paul Anka en Odia Coates                               | Finn Hudson                                                                                         | 10. Ballad               | Ja     | Volume 2                | [ 23 ] |
| Lean on Me                                      | Bill Withers                                           | New Directions                                                                                      | 10. Ballad               | Ja     | Volume 2                | [ 23 ] |
| Bootylicious                                    | Destiny's Child                                        | Jane Addams Girls Choir                                                                             | 11. Hairography          | Ja     | The Complete Season One | [ 25 ] |
| Don't Make Me Over                              | Dionne Warwick                                         | Mercedes Jones                                                                                      | 11. Hairography          | Ja     | Volume 2                | [ 25 ] |
| You're the One That I Want                      | Grease                                                 | Rachel Berry en Finn Hudson                                                                         | 11. Hairography          | Nee    | Geen                    | [ 26 ] |
| Papa Don't Preach                               | Madonna                                                | Quinn Fabray en Puck                                                                                | 11. Hairography          | Ja     | The Complete Season One | [ 25 ] |
| Crazy in Love / Hair                            | Beyoncé feat. Jay-Z / Hair                             | New Directions                                                                                      | 11. Hairography          | Ja     | The Complete Season One | [ 25 ] |
| Imagine                                         | John Lennon                                            | Haverbrook Deaf Choir en New Directions                                                             | 11. Hairography          | Ja     | Volume 2                | [ 25 ] |
| True Colors                                     | Cyndi Lauper                                           | Tina Cohen-Chang en New Directions                                                                  | 11. Hairography          | Ja     | Volume 2                | [ 25 ] |
| Smile                                           | Lily Allen                                             | Rachel Berry en Finn Hudson                                                                         | 12. Mattress             | Ja     | Volume 2                | [ 27 ] |
| When You're Smiling                             | Louis Armstrong                                        | Rachel Berry                                                                                        | 12. Mattress             | Nee    | Geen                    | [ 28 ] |
| Jump                                            | Van Halen                                              | New Directions                                                                                      | 12. Mattress             | Ja     | Volume 2                | [ 27 ] |
| Smile                                           | Charlie Chaplin                                        | New Directions                                                                                      | 12. Mattress             | Ja     | Volume 2                | [ 27 ] |
| And I Am Telling You I'm Not Going              | Dreamgirls                                             | Mercedes Jones                                                                                      | 13. Sectionals           | Ja     | Volume 2                | [ 29 ] |
| And I Am Telling You I'm Not Going              | Dreamgirls                                             | Jane Addams Girls Choir                                                                             | 13. Sectionals           | Nee    | Geen                    | [ 30 ] |
| Proud Mary                                      | Ike & Tina Turner                                      | Jane Addams Girls Choir                                                                             | 13. Sectionals           | Nee    | Geen                    | [ 29 ] |
| Don't Stop Believin'                            | Journey                                                | Haverbrook Deaf Choir                                                                               | 13. Sectionals           | Nee    | Geen                    | [ 29 ] |
| Don't Rain on My Parade                         | Funny Girl                                             | Rachel Berry                                                                                        | 13. Sectionals           | Ja     | Volume 2                | [ 29 ] |
| You Can't Always Get What You Want              | The Rolling Stones                                     | New Directions                                                                                      | 13. Sectionals           | Ja     | Volume 2                | [ 29 ] |
| My Life Would Suck Without You                  | Kelly Clarkson                                         | New Directions                                                                                      | 13. Sectionals           | Ja     | Volume 2                | [ 29 ] |
| Hello, I Love You                               | The Doors                                              | Finn Hudson                                                                                         | 14. Hell-O               | Ja     | The Complete Season One | [ 31 ] |
| Gives You Hell                                  | The All-American Rejects                               | Rachel Berry en New Directions                                                                      | 14. Hell-O               | Ja     | Volume 3 Showstoppers   | [ 31 ] |
| Hello                                           | Lionel Richie                                          | Rachel Berry en Jesse Saint James                                                                   | 14. Hell-O               | Ja     | Volume 3 Showstoppers   | [ 31 ] |
| Hello Again                                     | Neil Diamond                                           | Will Schuester                                                                                      | 14. Hell-O               | Nee    | Geen                    | [ 32 ] |
| Highway to Hell                                 | AC/DC                                                  | Vocal Adrenaline                                                                                    | 14. Hell-O               | Ja     | The Complete Season One | [ 31 ] |
| Hello, Goodbye                                  | The Beatles                                            | New Directions                                                                                      | 14. Hell-O               | Ja     | Volume 3 Showstoppers   | [ 31 ] |
| Ray of Light                                    | Madonna                                                | McKinley High Cheerios                                                                              | 15. The Power of Madonna | Nee    | Geen                    | [ 33 ] |
| Express Yourself                                | Madonna                                                | New Directions females                                                                              | 15. The Power of Madonna | Ja     | The Power of Madonna    | [ 34 ] |
| Open Your Heart / Borderline                    | Madonna                                                | Rachel Berry en Finn Hudson                                                                         | 15. The Power of Madonna | Ja     | The Power of Madonna    | [ 35 ] |
| Vogue                                           | Madonna                                                | Sue Sylvester                                                                                       | 15. The Power of Madonna | Ja     | The Power of Madonna    | [ 35 ] |
| Like a Virgin                                   | Madonna                                                | Finn Hudson en Santana Lopez; Will Schuester en Emma Pillsbury; Rachel Berry en Jess Saint James    | 15. The Power of Madonna | Ja     | The Power of Madonna    | [ 35 ] |
| 4 Minutes                                       | Madonna feat. Justin Timberlake en Timbaland           | Kurt Hummel en Mercedes Jones                                                                       | 15. The Power of Madonna | Ja     | The Power of Madonna    | [ 35 ] |
| What It Feels Like for a Girl                   | Madonna                                                | Will Schuester en New Directions males                                                              | 15. The Power of Madonna | Ja     | The Power of Madonna    | [ 34 ] |
| Like a Prayer                                   | Madonna                                                | New Directions                                                                                      | 15. The Power of Madonna | Ja     | The Power of Madonna    | [ 36 ] |
| Fire                                            | The Pointer Sisters                                    | April Rhodes en Will Schuester                                                                      | 16. Home                 | Ja     | The Complete Season One | [ 37 ] |
| A House Is Not a Home                           | Dionne Warwick                                         | Kurt Hummel en Finn Hudson                                                                          | 16. Home                 | Ja     | Volume 3 Showstoppers   | [ 38 ] |
| One Less Bell to Answer / A House Is Not a Home | Barbra Streisand                                       | April Rhodes en Will Schuester                                                                      | 16. Home                 | Ja     | Volume 3 Showstoppers   | [ 38 ] |
| Beautiful                                       | Christina Aguilera                                     | Mercedes Jones en New Directions                                                                    | 16. Home                 | Ja     | Volume 3 Showstoppers   | [ 37 ] |
| Home                                            | The Wiz                                                | April Rhodes en New Directions                                                                      | 16. Home                 | Ja     | Volume 3 Showstoppers   | [ 37 ] |
| Ice Ice Baby                                    | Vanilla Ice                                            | Will Schuester en New Directions                                                                    | 17. Bad Reputation       | Ja     | The Complete Season One | [ 39 ] |
| U Can't Touch This                              | MC Hammer                                              | Artie Abrams, Kurt Hummel, Mercedes Jones, Tina Cohen-Chang en Brittany Pierce                      | 17. Bad Reputation       | Ja     | The Complete Season One | [ 40 ] |
| Physical                                        | Olivia Newton-John                                     | Sue Sylvester en Olivia Newton-John                                                                 | 17. Bad Reputation       | Ja     | Volume 3 Showstoppers   | [ 39 ] |
| Run Joey Run                                    | David Geddes                                           | Rachel Berry, Finn Hudson, Jesse Saint James, Puck, Santana Lopez, Brittany Pierce en Sandy Ryerson | 17. Bad Reputation       | Ja     | The Complete Season One | [ 41 ] |
| Total Eclipse of the Heart                      | Bonnie Tyler                                           | Rachel Berry, Finn Hudson, Jesse Saint James en Puck                                                | 17. Bad Reputation       | Ja     | Volume 3 Showstoppers   | [ 39 ] |
| The Climb                                       | Miley Cyrus                                            | Rachel Berry                                                                                        | 18. Laryngitis           | Nee    | Geen                    | [ 42 ] |
| Jessie's Girl                                   | Rick Springfield                                       | Finn Hudson                                                                                         | 18. Laryngitis           | Ja     | The Complete Season One | [ 42 ] |
| The Lady Is a Tramp                             | Sammy Davis jr.                                        | Puck en Mercedes Jones                                                                              | 18. Laryngitis           | Ja     | Volume 3 Showstoppers   | [ 42 ] |
| Pink Houses                                     | John Mellencamp                                        | Kurt Hummel                                                                                         | 18. Laryngitis           | Nee    | Geen                    | [ 42 ] |
| The Boy Is Mine                                 | Brandy Neerwood en Monica                              | Mercedes Jones en Santana Lopez                                                                     | 18. Laryngitis           | Ja     | The Complete Season One | [ 42 ] |
| Rose's Turn                                     | Gypsy: A Musical Fable                                 | Kurt Hummel                                                                                         | 18. Laryngitis           | Ja     | Volume 3 Showstoppers   | [ 42 ] |
| One                                             | U2                                                     | Rachel Berry, Sean Fretthold en New Directions                                                      | 18. Laryngitis           | Ja     | Volume 3 Showstoppers   | [ 42 ] |
| Daydream Believer                               | The Monkees                                            | Bryan Ryan                                                                                          | 19. Dream On             | Nee    | Geen                    | [ 43 ] |
| Piano Man                                       | Billy Joel                                             | Will Schuester en Bryan Ryan                                                                        | 19. Dream On             | Nee    | Geen                    | [ 43 ] |
| Big Spender                                     | Sweet Charity                                          | Auditioning woman                                                                                   | 19. Dream On             | Nee    | Geen                    | [ 44 ] |
| Dream On                                        | Aerosmith                                              | Will Schuester en Bryan Ryan                                                                        | 19. Dream On             | Ja     | Volume 3 Showstoppers   | [ 43 ] |
| The Safety Dance                                | Men Without Hats                                       | Artie Abrams                                                                                        | 19. Dream On             | Ja     | Volume 3 Showstoppers   | [ 43 ] |
| I Dreamed a Dream                               | Les Misérables                                         | Rachel Berry en Shelby Corcoran                                                                     | 19. Dream On             | Ja     | Volume 3 Showstoppers   | [ 43 ] |
| Dream a Little Dream of Me                      | The Mamas and the Papas                                | Artie Abrams en New Directions                                                                      | 19. Dream On             | Ja     | The Complete Season One | [ 43 ] |
| Funny Girl                                      | Barbra Streisand                                       | Shelby Corcoran                                                                                     | 20. Theatricality        | Ja     | The Complete Season One | [ 45 ] |
| Bad Romance                                     | Lady Gaga                                              | New Directions meisjes en Kurt Hummel                                                               | 20. Theatricality        | Ja     | Volume 3 Showstoppers   | [ 45 ] |
| Shout It Out Loud                               | Kiss                                                   | New Directions jongens behalve Kurt Hummel                                                          | 20. Theatricality        | Ja     | The Complete Season One | [ 46 ] |
| Beth                                            | Kiss                                                   | New Directions jongens behalve Kurt Hummel                                                          | 20. Theatricality        | Ja     | Volume 3 Showstoppers   | [ 46 ] |
| Poker Face                                      | Lady Gaga                                              | Rachel Berry en Shelby Corcoran                                                                     | 20. Theatricality        | Ja     | Volume 3 Showstoppers   | [ 45 ] |
| Another One Bites the Dust                      | Queen                                                  | Vocal Adrenaline                                                                                    | 21. Funk                 | Ja     | The Complete Season One | [ 47 ] |
| Tell Me Something Good                          | Rufus en Chaka Khan                                    | Will Schuester                                                                                      | 21. Funk                 | Ja     | The Complete Season One | [ 47 ] |
| Loser                                           | Beck                                                   | Puck, Finn Hudson, Sandy Ryerson, Howard Bamboo, Terri Schuester                                    | 21. Funk                 | Ja     | Volume 3 Showstoppers   | [ 48 ] |
| It's a Man's Man's Man's World                  | James Brown                                            | Quinn Fabray                                                                                        | 21. Funk                 | Ja     | The Complete Season One | [ 47 ] |
| Good Vibrations                                 | Marky Mark and the Funky Bunch feat. Loleatta Holloway | Puck, Finn Hudson en Mercedes Jones                                                                 | 21. Funk                 | Ja     | The Complete Season One | [ 47 ] |
| Give Up the Funk                                | Parliament                                             | New Directions                                                                                      | 21. Funk                 | Ja     | Volume 3 Showstoppers   | [ 47 ] |
| You Raise Me Up / Magic                         | Josh Groban / Olivia Newton-John                       | Aural Intensity                                                                                     | 22. Journey to Regionals | Nee    | Geen                    | [ 49 ] |
| Faithfully                                      | Journey                                                | Rachel Berry, Finn Hudson en New Directions                                                         | 22. Journey to Regionals | Nee    | Journey to Regionals    | [ 49 ] |
| Any Way You Want It /                           | Journey                                                | New Directions                                                                                      | 22. Journey to Regionals | Nee    | Journey to Regionals    | [ 49 ] |
| Don't Stop Believin'                            | Journey                                                | New Directions                                                                                      | 22. Journey to Regionals | Nee    | Journey to Regionals    | [ 49 ] |
| Bohemian Rhapsody                               | Queen                                                  | Vocal Adrenaline                                                                                    | 22. Journey to Regionals | Nee    | Journey to Regionals    | [ 50 ] |
| To Sir, with Love                               | Lulu                                                   | New Directions                                                                                      | 22. Journey to Regionals | Nee    | Journey to Regionals    | [ 50 ] |
| Over the Rainbow                                | Israel Kamakawiwoʻole                                  | Will Schuester en Puck                                                                              | 22. Journey to Regionals | Nee    | Journey to Regionals    | [ 49 ] |